# 拉納爾島
拉納爾島（英語：Rennell Island），又称伦内尔岛，是所羅門群島的島嶼，由拉納爾和貝羅那省負責管轄，島嶼長約80公里、闊14公里，面積660平方公里，島上住有約三千名波利尼西亞人。特加諾湖（Lake Tegano）位于这里，該湖泊由半咸水與海水混合而成，现已成为世界遗产。

## 外部連結
- Rennell Travel Guide （页面存档备份，存于）